# George Souto Maior Wanderley
George Souto Maior Wanderley (* 12. September 1996 in João Pessoa, Brasilien) ist ein brasilianischer Beachvolleyballspieler.

## Karriere
George Wanderley spielte im Junioren-Alter an der Seite von Arthur Lanci, mit dem er 2014 in Porto U19-Weltmeister und 2016 in Luzern U21-Weltmeister wurde. Bei den Olympischen Jugend-Sommerspielen 2014 in Nanjing belegten die Brasilianer den fünften Platz. Von 2015 bis 2017 spielte er mit Jo Gomes und mit Thiago vorwiegend auf nationalen Turnieren. Im Sommer 2017 spielte George Wanderley auf der FIVB World Tour mit Vitor Felipe, mit dem er das 2-Sterne-Turnier in Espinho gewann. 2018 startete er zunächst mit Pedro Solberg. Die Brasilianer erreichten beim FIVB-5-Sterne-Turnier in Fort Lauderdale das Halbfinale, in dem sie den Italienern Nicolai/Lupo unterlagen.
Von Juni 2018 bis März 2019 spielte Wanderley wieder mit Thiago. Seitdem ist André Loyola Stein sein Partner. André/George hatten 2019 zahlreiche Top-Ten-Platzierungen auf der FIVB World Tour und wurden Fünfte bei der WM in Hamburg. Zum Abschluss der World Tour 2021 siegten sie beim heimischen 4-Sterne-Turnier in Itapema. 2022 erreichten sie auf der neugeschaffenen World Beach Pro Tour die Plätze fünf, eins, fünf und drei. Bei der WM 2022 in Rom wurden sie Dritte. Im November gewannen sie das Elite16-Turnier in Uberlândia. Beim World Pro Tour Finale 2022 in Doha belegten sie den fünften Platz. Auf der World Beach Pro Tour 2023 hatten André/George fast ausschließlich Top-Ten-Ergebnisse, darunter ein Sieg beim Challenge-Turnier in Itapema. Nachdem sie im Oktober bei der Weltmeisterschaft in Tlaxcala bereits nach der Vorrunde ausschieden, gewannen sie anschließend in Santiago de Chile die Panamerikanischen Spiele und erreichten beim World Pro Tour Finale 2023 in Doha Platz drei.
In der folgenden Saison gewannen die beiden das Challenge von Saquarema und standen beim Elite16 im mexikanischen Tepic im Endspiel. Beim gleichwertigen Event in der Hauptstadt ihres Heimatlandes unterlagen sie in der Vorschlussrunde ihren Landsleuten Arthur und Evandro, konnten sich jedoch anschließend gegen Ehlers / Wickler die Bronzemedaille sichern. Die gleiche Platzierung gelang ihnen in Espinho nach der Niederlage gegen Åhman / Hellvig im Semifinale und dem Sieg gegen Immers / van de Velde. Ihren zweiten Finaleinzug des Jahres bei einem Elite16 erkämpften sie im Juli in Gstaad. Bei den  Olympischen Spielen in Paris wurden sie Gruppendritte, verloren jedoch in der ersten Hauptrunde die Revanche gegen die deutschen Silbermedaillengewinner und belegten so den geteilten neunten Rang.